# Michael Gilbert
Pour les articles homonymes, voir Gilbert.
Michael Francis Gilbert, né le 17 juin 1912 à Billinghay, dans le Lincolnshire, et mort le 8 février 2006 à Luddesdown, dans le Kent, est un écrivain britannique de roman policier.

## Biographie
Il fait ses études supérieures à l'Université de Londres, où il obtient son diplôme avec mention en 1937. Pendant de nombreuses années, il est avocat-conseil à Londres et comptera Raymond Chandler parmi ses clients.
Close Quarters (1947), son premier roman policier met en scène l'inspecteur Hazelrigg qui revient dans cinq autres titres. Son personnage le plus connu est toutefois Patrick Petrella qui grimpe les échelons de la police londonienne, de simple constable à inspecteur en chef de Scotland Yard, au fil de la vingtaine de nouvelles et du roman qui lui sont consacrés.
Michael Gilbert reçoit en 1955 le Grand prix de littérature policière pour Un mort dans le tunnel (Death in Captivity), le prix Edgar-Allan-Poe (« Grand Master Award ») de la Mystery Writers of America en 1987 et le Cartier Diamond Dagger en 1994.

## Œuvre

### Romans policiers

#### SérieInspecteur Hazelrigg
- Close Quarters (1947)
- They Never Looked Inside ou He Didn't Mind Danger [É.-U.] (1947)
- The Doors Open (1949)
- Smallbone Deceased (1950) Publié en français sous le titre Affaire Smallbone, trad. de François Vernan, Paris, Éditions Julliard, 1955, 303 p. (BNF 32165461)
- Death Has Deep Roots (1951)
- Fear to Tread (1953) Publié en français sous le titre La Crainte d’un faux pas, trad. de Geneviève Méker, Paris, Éditions Julliard, 1954, 317 p. (BNF 32165462)

#### SérieInspecteur Mercer
- The Body of a Girl (1972) Publié en français sous le titre Le Corps du délit, trad. de Raymond Olcina, Paris, Presses de la Cité, coll. « Suspense », 1973, 222 p. (BNF 35145157) ; réédition, Paris, Presses de la Cité, coll. Punch no 6, 1973
- Death of a Favourite Girl ou The Killing of Katie Steelstock [É.-U.] (1980)

#### SériePatrick Petrella
- Roller-Coaster (1993)

#### SérieLuke Pagan
- The Queen Against Karl Mullen (1991)
- Ring of Terror (1995)
- Into Battle (1997)

#### Autres romans
- Death in Captivity ou The Danger Within [É.-U.] (1952) Publié en français sous le titre Un mort dans le tunnel, trad. de Arlette Rosenblum, Paris, Éditions Julliard, 1954, 263 p. (BNF 32165463)
- Sky High ou The Country-House Burglar [É.-U.] (1955)
- Be Shot for Sixpence (1956) Publié en français sous le titre Mission d’acrobates en Hongrie, trad. de Jeanne-Fournier Pargoire, Paris, Éditions Julliard, coll. « L'Aventure criminelle » no 88, 1960, 221 p. (BNF 32958123)
- Blood and Judgment (1959)
- After the Fine Weather (1963)
- The Crack in the Teacup (1966)
- The Dust and the Heat ou Overdrive [É.-U.] (1967)
- The Etruscan Net ou The Family Tomb [É.-U.] (1969)
- The Ninety-Second Tiger (1973)
- Flashpoint (1974)
- The Night of the Twelfth (1976)
- The Empty House (1978) Publié en français sous le titre La Dernière Clause, trad. de Jean-André Rey, Paris, Fleuve noir, coll. « Littérature policière » no 5, 1982, 251 p.  (ISBN 2-265-02214-4)
- The Final Throw ou End-Game [É.-U.] (1982)
- The Black Seraphim (1983)
- Inner Landscape (1984)
- The Long Journey Home (1985)
- Trouble (1987)
- Paint, Gold and Blood (1989)
- Over and Out (1998)

### Recueils de nouvelles

#### SériePatrick Petrella
- Petrella at Q (1977)
- Young Petrella (1988)

#### Autres recueils de nouvelles
- Game Without Rules (1968)
- Stay of Execution (1971)
- Amateur in Violence (1973)
- Mr. Calder and Mr. Behrens (1982)
- Anything for a Quiet Life (1990)
- The Man Who Hated Banks (1997)
- The Mathematics of Murder (2000)
- The Curious Conspiracy (2002)
- Even Murderers Take Holidays and other mysteries (2007)
- A Pity about the Girl and other stories (2008)

### Théâtre
- A Clean Kill (1959)
- The Bargain (1961)
- The Shot in Question (1963)
- Windfall (1963)

### Autres ouvrages
- The Claimant (1957)
- The Law (1977)
- Fraudsters: Six Against the Law (1987)

## Prix et distinctions

### Prix
- Grand prix de littérature policière 1955 pour Un mort dans le tunnel[2]
- Grand Master Award 1987[3]
- Cartier Diamond Dagger 1994[4],[5]

### Nominations
- Gold Dagger Award 1966 pour The Crack in the Teacup[4]
- Gold Dagger Award 1968 pour The Dust and the Heat[4]
- Gold Dagger Award 1983 pour The Black Seraphim[4]
- Prix Edgar-Allan-Poe 1985 du meilleur roman pour The Black Seraphim[3]

## Sources
- (en) John M. Reilly (Ed.), Twentieth-Century Crime and Mystery Writers, New York, St. Martin's Press, coll. « Twentieth-century writers of the English language », 1982 (réimpr. 1991), 2e éd., 1568 p. (ISBN 978-0-312-82417-4, OCLC 6688156), p. 377-378.